# A.C. Milan w roku 1944

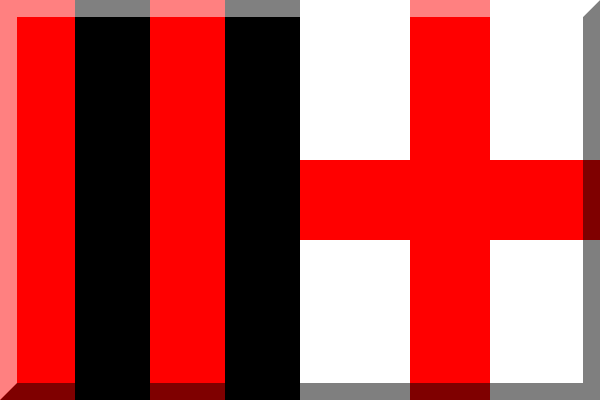
Klubowe barwy Milanu

Osiągnięcia piłkarskiego zespołu A.C. Milan w roku 1944.

## Osiągnięcia
- Brak startów w oficjalnych rozgrywkach, Milan wystartował i zajął 5. miejsce w eliminacjach regionalnych Mistrzostw Włoch Północnych[1].

## Podstawowe dane
- Oficjalna nazwa klubu: Associazione Calcio Milano
- Siedziba klubu: Via del Lauro 4
- Boisko: Arena Civica
- Prezes klubu: Komisarz Nadzwyczajny (Umberto Trabattoni)
- Trener zespołu:  Giuseppe Santagostino
- Kapitan drużyny:  Giuseppe Antonini I